# Vikingavägens hållplats

Vikingavägens hållplats alt. Vikingavägen var namnet på den mindre järnvägshållplats som fram till 1976 fanns i Djursholm utmed den numera nedlagda Djursholmsbanan.